# Hüttenbach (Kimelsbach)
Der Hüttenbach ist ein knapp 900 Meter langer Bach des Südschwarzwaldes, der am Zeller Blauen entspringt und in Zell im Wiesental im baden-württembergischen Landkreis Lörrach von links und Norden in den Kimelsbach mündet.

## Geographie

### Verlauf
Der Hüttenbach entspringt am Abhang rund 420 Meter westlich des Gipfels des Zeller Blauen auf etwa 883 m ü. NHN, knapp unterhalb des Käserer Tannenwegs. Von dort fließt er zunächst in südwestlicher Richtung, macht dann oberhalb des Adelsberger Zinkens Oberblauen einen Knick nach Süden und verläuft am Westrand von Oberblauen und dann am Waldrand entlang, bis er auf etwa 695 m ü. NHN westlich des Weilers Blauen von links und Norden in den Kimelsbach mündet.

### Einzugsgebiet
Das naturräumlich zum Südschwarzwald gehörende Einzugsgebiet ist etwa 33 ha groß und liegt vollständig im Stadtgebiet von Zell im Wiesental. Der höchste Punkt des Einzugsgebiets liegt auf dem Zeller Blauen auf 1077 m ü. NHN.
Die Einzugsgebiete der folgenden Nachbargewässer grenzen an:
- Im Süden und Westen konkurriert der Kimelsbach mit seinem technisch so bezeichneten Nebenlauf NN-JT4;
- im Nordosten grenzt kurz das Einzugsgebiet des noch höher zur Wiese entwässernden Biegenbachs an;
- im Südosten fließt der Jeglesgraben unmittelbar oberhalb ebenfalls zur Wiese.

### Zuflüsse
Auf der amtlichen topographischen Karte ist lediglich ein Zufluss für den Hüttenbach eingezeichnet, ein namenloser Hangwaldzufluss der ungefähr 180 m lang ist und beim Weiler Blauen von links und Nordosten auf etwa 745 m ü. NHN mündet; er entspringt auf etwa 802 m ü. NHN östlich des Zinkens Oberblauen.

### Flusssystem Wiese
- Fließgewässer im Flusssystem Wiese